# Carl Flesch
Carl Flesch (Moson, 9 ottobre 1873 – Lucerna, 14 novembre 1944) è stato un violinista ungherese.

## Biografia
Studiò al Conservatorio di Vienna con Grun e a quello di Parigi con Sauzay e Marsik.
Nel 1895 esordì in concerto a Vienna; dal 1897 al 1902 insegnò al Conservatorio di Bucarest, dove fu anche titolare di un quartetto d'archi. Nel 1903 si trasferì ad Amsterdam, insegnandovi in Conservatorio fino al 1908. Negli anni seguenti si stabilì a Berlino, affiancando all'attività di insegnante quella di concertista.
Titolare di un corso di perfezionamento alla Hochschule di Berlino (1921-23), si recò nel 1923 a Filadelfia insegnando fino al 1928 nel Curtis Institute. Tornò nuovamente in Europa con diverse tournée anche in Italia (si ricorda un annuncio di un suo concerto a Napoli, alle tre pomeridiane, presso uno dei circoli culturali della città e un concerto al Teatro Rossini di Livorno nel Dicembre 1922 accompagnato al pianoforte da Kurt Ruhrseitz). Lavorò in Austria e Germania svolgendo corsi a Baden-Baden (1926-34) ed a Berlino (1928) dove insegnò alla Scuola Superiore di Musica dal '28 al '34. Fu ancora ad Amsterdam ed infine dal 1943 al '44 a Lucerna. Tra i suoi allievi: Max Rostal, Stefan Frenkel, Szymon Goldberg, Ida Haendel, Ginette Neveu, Tibor Varga, Henryk Szeryng, Corrado Romano e Ivry Gitlis.
Fu autore di varie opere didattiche 
L'arte del Violino 1928, 
Il Problema del Suono sul Violino 1931,
Alta Scuola di Diteggiatura violinistica  1943
Urstudien